# Rin Asuka
Rin Asuka (飛鳥 凛, Asuka Rin), née le 28 mars 1991 dans la préfecture d'Osaka, est une actrice japonaise.

## Filmographie
- 2007 : Asakusa Fukumaru Ryokan (série télévisée)
- 2007 : Tenshi ga kureta mono : Sayuri
- 2008 : A Slit-Mouthed Woman 2 (Kuchisake-onna 2) : Mayumi Sawada
- 2008 : Higurashi no naku koro ni : Mion Sonosaki
- 2008 : Seifuku sabaigāru I
- 2008 : Seifuku sabaigāru II
- 2008 : Last Mail (mini-série) : Nozomi Watase (10 épisodes)
- 2009 : Higurashi no naku koro ni: Chikai
- 2009 : Kamen Rider × Kamen Rider W & Decade: Movie War 2010 (en) : Wakana Sonozaki
- 2010 : Kamen Rider W Forever: A to Z/The Gaia Memories of Fate (en) : Wakana Sonozaki
- 2009-2010 : Kamen Rider (série télévisée) : Wakana Sonozaki (46 épisodes)
- 2011 : Nanatsu made wa kami no uchi : Reina Nishi
- 2011 : Rokudenashi Blues (série télévisée) : Mafuyu (12 épisodes)
- 2012 : Omiyasan (série télévisée)
- 2012 : Piece: Kioku no kakera
- 2012 : Hitokowa (Video)
- 2013 : Shūden Bye Bye (mini-série)
- 2013 : Socratic Love
- 2014 : Dr. DMAT (mini-série) : Miki (11 épisodes)
- 2014 : Howaito rabo: Keishichō tokubetsu kagaku sōsahan (mini-série)
- 2016 : Keishichō sōsa ikka kyū gakari (série télévisée)
- 2016 : Howaito rirī (White Lily) : Haruka
- 2017 : Deadstock: Michi e no chōsen (mini-série)
- 2017 : Hoshi furu yoru no Pet